# The Stolen Loaf
The Stolen Loaf er en amerikansk stumfilm fra 1913 af D. W. Griffith.

## Medvirkende
- Henry B. Walthall
- Kate Bruce
- Claire McDowell
- Harry Carey